# بند خروار
بند خروار (انگلیسی: Kharwar Dam) بر روی رود چرخ در ولسوالی خروار ولایت لوگر افغانستان قرار دارد. این یک سد وزنی پر از سنگ است، با ارتفاع ۳۶ متر (۱۱۸ فوت) و طول ۱۴۰ متر (۴۶۰فوت) و مخزن آن ظرفیت ذخیره حدود ۱۷ میلیون متر مکعب آب را دارد.
بند خروار تحت مالکیت و نگهداری وزارت انرژی و آب کشور است. در ابتدا در دهه ۱۹۳۰  توسط دولت محمد نادر شاه و پسرش محمد ظاهر شاه ساخته شد.